# او جین-هیک
او جین-هیک (کره‌ای: 오진혁؛ زادهٔ ۱۵ اوت ۱۹۸۱) کماندار اهل کره جنوبی است.